# Charinus diblemma
Espèce
Charinus diblemma est une espèce d'amblypyges de la famille des Charinidae.

## Distribution
Cette espèce est endémique d'Unguja en Tanzanie,. Elle se rencontre dans la grotte de Haitajwa

## Description
Le juvénile holotype mesure 4,5 mm.

## Publication originale
- Fage & Simon, 1936 : « Mission scientifique de l'Omo. Arachnida. Pedipalpi, Scorpiones, Solifuga et Araneae (1re partie). » Mémoires du Muséum national d'Histoire naturelle, vol. 3, no 30, p. 293-340 (texte intégral).